# Erik Röde
Erik Röde, (fornvästnordiska Eiríkr rauði Þorvaldsson), född omkring 940 i Norge, död efter år 1000, var Grönlands upptäckare och far till Leif Eriksson. Tre andra barn till Erik finns också omnämnda: Torvald, Torsten och Frejdis.
Erik Röde föddes i Norge. Hans far, Torvald Åsvaldsson, dömdes fredlös och utvandrade till Västfjordarna på Island tillsammans med sin son. Där gifte sig Erik med Tjodhild (vilken stundom omnämnes som "Torhild" i Hauksbók). Sedan fadern dött och även Erik dömts fredlös 982 på grund av dråp, gjorde han en tre år lång resa västerut, under vilken han namngav Grönland. Efter att ha varit tillbaka till Island framåter var han sedan 985 bosatt på gården Brattahlíð i Österbygden på Grönland.
De huvudsakliga källorna till Erik Rödes liv är Erik Rödes saga och Grönlänningasagan, men han omnämns även i bland annat Landnamsboken och Floamannasagan.